# Mops sarasinorum
Mops sarasinorum (Meyer, 1899) è un pipistrello della famiglia dei Molossidi diffuso nelle Filippine e a Sulawesi.

## Descrizione

### Dimensioni
Pipistrello di piccole dimensioni, con la lunghezza totale tra 90 e 109 mm, la lunghezza dell'avambraccio tra 40 e 45 mm, la lunghezza della coda tra 30 e 36 mm, la lunghezza del piede tra 11 e 13 mm, la lunghezza delle orecchie tra 18 e 22 mm e un peso fino a 35 g.

### Aspetto
La pelliccia è corta e schiacciata. Le parti dorsali sono bruno castane, mentre le parti ventrali sono color cannella, con la punta dei peli più chiara. Sulla nuca, appena dietro la giunzione delle orecchie, è presente un'area priva di peli. Il muso non è estremamente appiattito, il labbro superiore ha diverse pieghe ben distinte ed è ricoperto di corte setole. Le orecchie sono di media lunghezza, unite anteriormente da una membrana a forma di V  e con una banda di corti peli castani nella parte interna del padiglione auricolare. Il trago è piccolo, arrotondato e nascosto dietro l'antitrago, il quale è grande e rettangolare. Le membrane alari sono brunastre. La coda è lunga, tozza e si estende per più della metà oltre l'uropatagio.

## Biologia

### Comportamento
Si rifugia nelle cavità degli alberi.

### Alimentazione
Si nutre di insetti.

## Distribuzione e habitat
Questa specie è diffusa in alcune isole delle Filippine, Sulawesi e alcune isole limitrofe. Un individuo catturato sull'isola di Luzon potrebbe appartenere ad una specie ancora non descritta.
Vive nelle foreste.

## Tassonomia
Sono state riconosciute 2 sottospecie:
- M.s.sarasinorum: Sulawesi, Peleng, Buton;
- M.s.lanei (Taylor, 1934): isole filippine di Palawan e Mindanao meridionale.

## Conservazione
La IUCN Red List, considerata la mancanza di informazioni circa lo stato della popolazione e l'ecologia, classifica M.sarasinorum come specie con dati insufficienti (DD).